# Comuna de Piszczac
Piszczac (polaco: Gmina Piszczac) é uma gminy (comuna) na Polónia, na voivodia de Lublin e no condado de Bialski. A sede do condado é a cidade de Piszczac.
De acordo com os censos de 2004, a comuna tem 7612 habitantes, com uma densidade 44,8 hab/km².

## Área
Estende-se por uma área de 169,92 km², incluindo:
- área agrícola: 68%
- área florestal: 24%

## Demografia
Dados de 30 de Junho 2004:
|                      | Total   | Total | Mulheres | Mulheres | Homens  | Homens |
| -------------------- | ------- | ----- | -------- | -------- | ------- | ------ |
|                      | pessoas | %     | pessoas  | %        | pessoas | %      |
| População            | 7612    | 100   | 3842     | 50,5     | 3770    | 49,5   |
| Densidade (pop./km²) | 44,8    | 100   | 22,6     | 22,6     | 22,2    | 22,2   |

De acordo com dados de 2002, o rendimento médio per capita ascendia a 1304,52 zł.

## Subdivisões
- Chotyłów, Dąbrowica Mała, Dobrynka, Janówka, Kolonia Piszczac I, Kolonia Piszczac II, Kolonia Piszczac III, Kościeniewicze, Nowy Dwór, Ortel Królewski Drugi, Ortel Królewski Pierwszy, Piszczac, Piszczac-Kolonia, Połoski, Popiel, Trojanów, Wólka Kościeniewicka, Wyczółki, Zahorów, Zalutyń.

## Comunas vizinhas
- Biała Podlaska, Kodeń, Łomazy, Terespol, Tuczna, Zalesie